# 半坡陶符

半坡陶符（文字）研究者于省吾によると、× = 五、＋ = 七、 = 十 、 = 二十、 Ｔ = 示、↑ = 矛。

半坡陶符（はんは とうふ）は中華人民共和国西安市の半坡遺跡から出土した、新石器時代の文字に近い形態の記号の一種である。これを漢字の起源であるとする研究者も存在している。
1952年、西安市の半坡村で27種類の記号が刻まれた陶器及び陶片が発見され、炭素年代測定から紀元前6000年から紀元前4000年の遺物であるとされた。同様の記号はこれらの記号は、陝西省宝鶏市の北尾根、長安五樓、郃陽莘野、銅川市の李家溝と臨潼区の姜寨、零口、垣頭などの仰韶文化遺跡からも出土している。
発見当初は線状記号は装飾用の紋様であると考えられていた。1980年代に中国の考古学が大幅な進歩をとげたことと、大量に発掘された殷商の甲骨文字の内容からの推測により、当時は文字の使用には至っていなかったが、事物を具体的に表記する体系を有していたことが判明、当時の言語学者と考古学者は夏王朝の時代の中原にはすでに文字があったと推測した。しかし、夏王朝から出土した陶器には、紋様は認められたが文字の発見に至っておらず、陶器の上の紋様（黒線斜紋）と図形（花や動物をかたどった）が文字の一種であるという仮説が提示されているが、文字で無いとする研究者も存在しており文字とする見解は定説には至っていない。